# 利特爾埃爾博鎮區 (明尼蘇達州馬諾門縣)
利特爾埃爾博鎮區（英語：Little Elbow Township）是位於美國明尼蘇達州馬諾門縣的一個行政鎮區。

## 地方資料
利特爾埃爾博鎮區的面積為92.69平方千米，當中陸地面積為81.12平方千米，而水域面積為11.56平方千米。根據2020年美國人口普查的數據，當地共有人口318人，而人口密度為每平方千米3.43人。